# Bateria d'alumini-aire
Una bateria d'alumini-aire o bateria Al-aire produeix electricitat a partir de la reacció de l'oxigen de l'aire amb l'alumini. Té una de les densitats d'energia més altes de totes les piles, però no s'utilitzen encara àmpliament, per raó dels problemes amb l'alt cost de l'ànode i al reciclatge del subproducte en emprar relectròlits tradicionals, aquest fet ha restringit el seu ús a aplicacions, quasi únicament militars. No obstant això, un vehicle elèctric amb bateries d'alumini té un potencial fins a un màxim de vuit vegades l'autonomia d'una bateria d'ions de liti, amb un pes total significativament menor.

## Descripció
Les bateries d'alumini-aire són cèl·lules primàries, és a dir, no recarregables. Una vegada que l'ànode d'alumini es consumeix, per la seva reacció amb l'oxigen atmosfèric en un càtode submergit en un electròlit a força d'aigua per formar òxid d'alumini hidratat, la bateria deixarà de produir electricitat. No obstant això, és possible recarregar la bateria mecànicament amb nous ànodes d'alumini fets de reciclar l'òxid d'alumini hidratat. Aquest reciclat seria essencial si les bateries d'alumini-aire arribessin a ser àmpliament adoptades.

## Història
Els vehicles impulsats per alumini han estat objecte de debat des de fa algunes dècades. La hibridació redueix els costos i el 1989 es van fer proves de carretera amb una bateria híbrida alumini-aire/plom-àcid en un vehicle elèctric. El 1990 a Ontario es va fer una demostració, amb un monovolum híbrid endollable, impulsat per una de aquestes bateries.
El març de 2013, Phinergy, va donar a conèixer un vídeo de demostració d'un cotxe elèctric que utilitzava cèl·lules d'alumini-aire i que va circular durant 330 quilòmetres emprant un càtode especial més hidròxid de potassi. El 27 de maig 2013, el Canal 10 d'Israel en la seva emissió de notícies de la nit, va mostrar un cotxe propulsat amb bateries de Phinergy, "alimentat" amb aigua potable "pura", reclamant que la bateria tenia una operativitat de 2.000 quilòmetres abans que fos necessària la substitució dels ànodes d'alumini.

## Electroquímica
La semireacció d'oxidació de l'ànode és
Al + 3OH−
 → Al(OH)
3 + 3e− +2.31 V.
La semireacció de reducció del càtode és
O
2 + 2H
2O + 4e− → 4OH−
 +0.40 V.
La reacció total és
4Al + 3O
2 + 6H
2O → 4Al(OH)
3 + 2.71 V.

amb aquestes reaccions es crea una diferència de potencial de prop d'1,2 volts, i és assolible en la pràctica quan s'utilitza l'hidròxid de potassi com a electròlit. L'electròlit d'aigua salada aconsegueix aproximadament 0,7 volts per cel·la.